# Hjärnarp-Tåstarps församling
Hjärnarp-Tåstarps församling är en församling i Bjäre-Kulla kontrakt i Lunds stift. Församlingen ligger i Ängelholms kommun i Skåne län och utgör ett eget pastorat.

## Administrativ historik
Församlingen bildades 2002 genom en sammanslagning av Hjärnarps och Tåstarps församlingar. Församlingen utgör sedan dess ett eget pastorat.

## Kyrkobyggnader

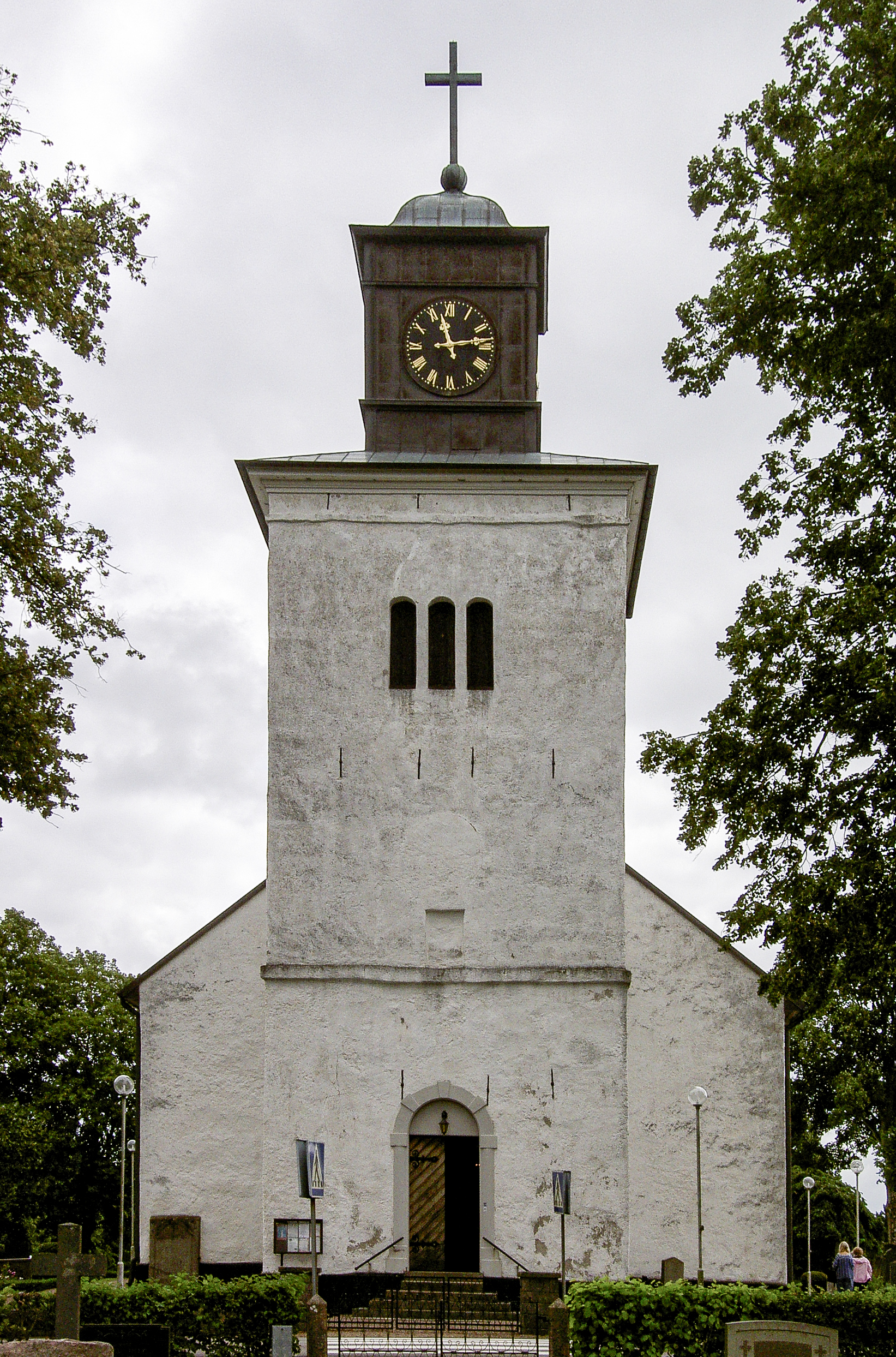
Hjärnarps kyrka
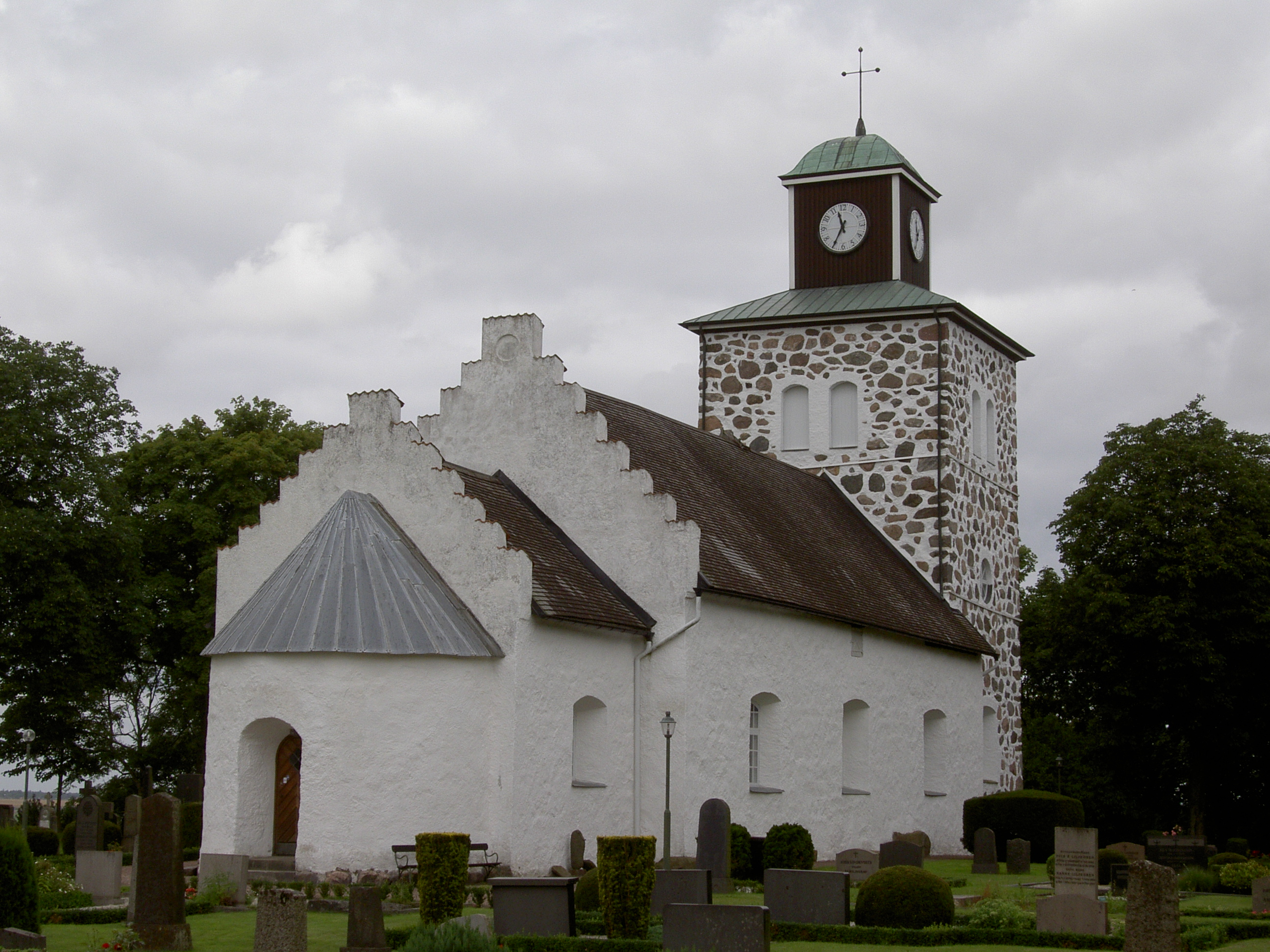
Tåstarps kyrka